# Calceolaria integrifolia
Calceolaria integrifolia là một loài thực vật có hoa trong họ Calceolariaceae. Loài này được L. mô tả khoa học đầu tiên năm 1770.

## Hình ảnh

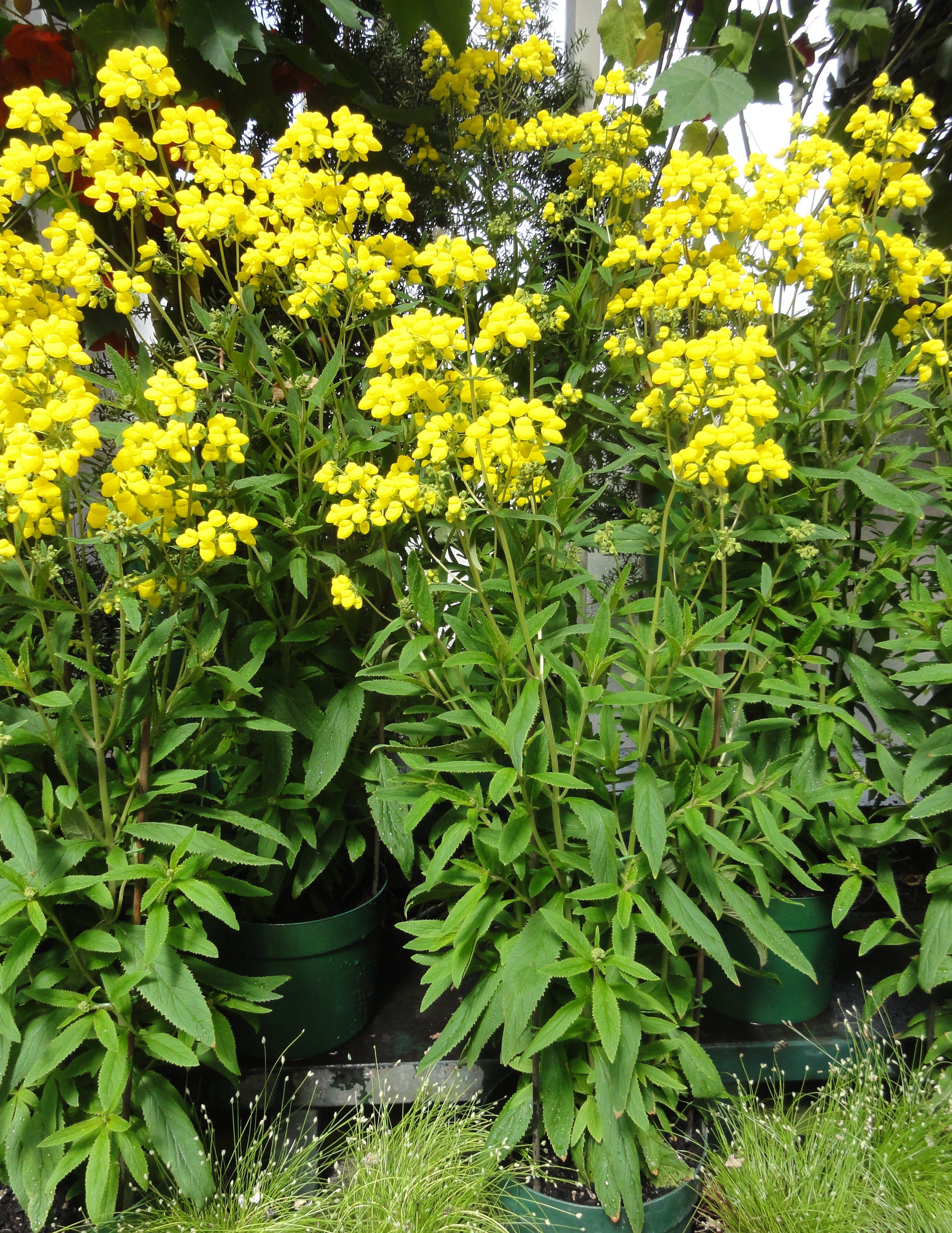
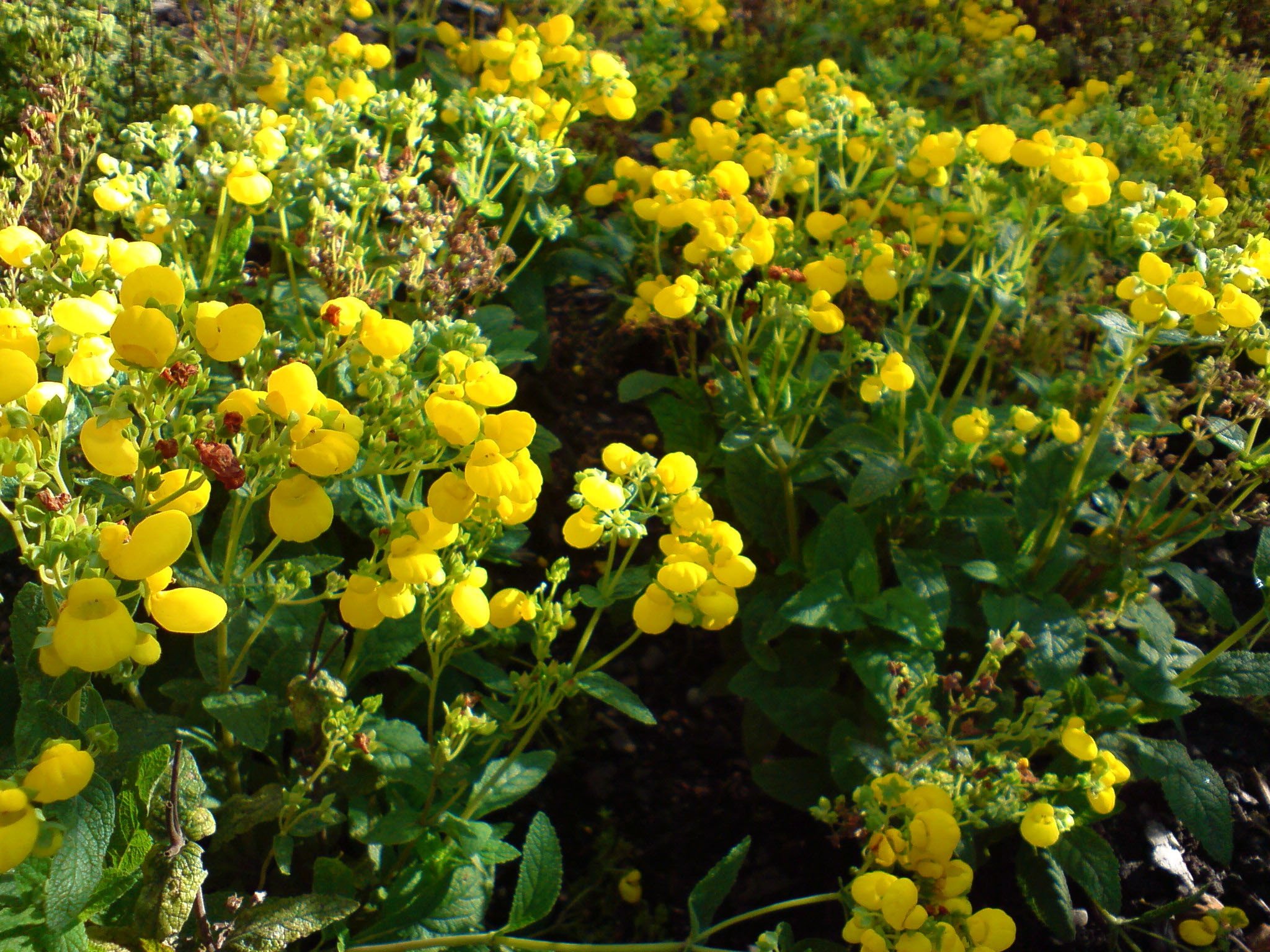
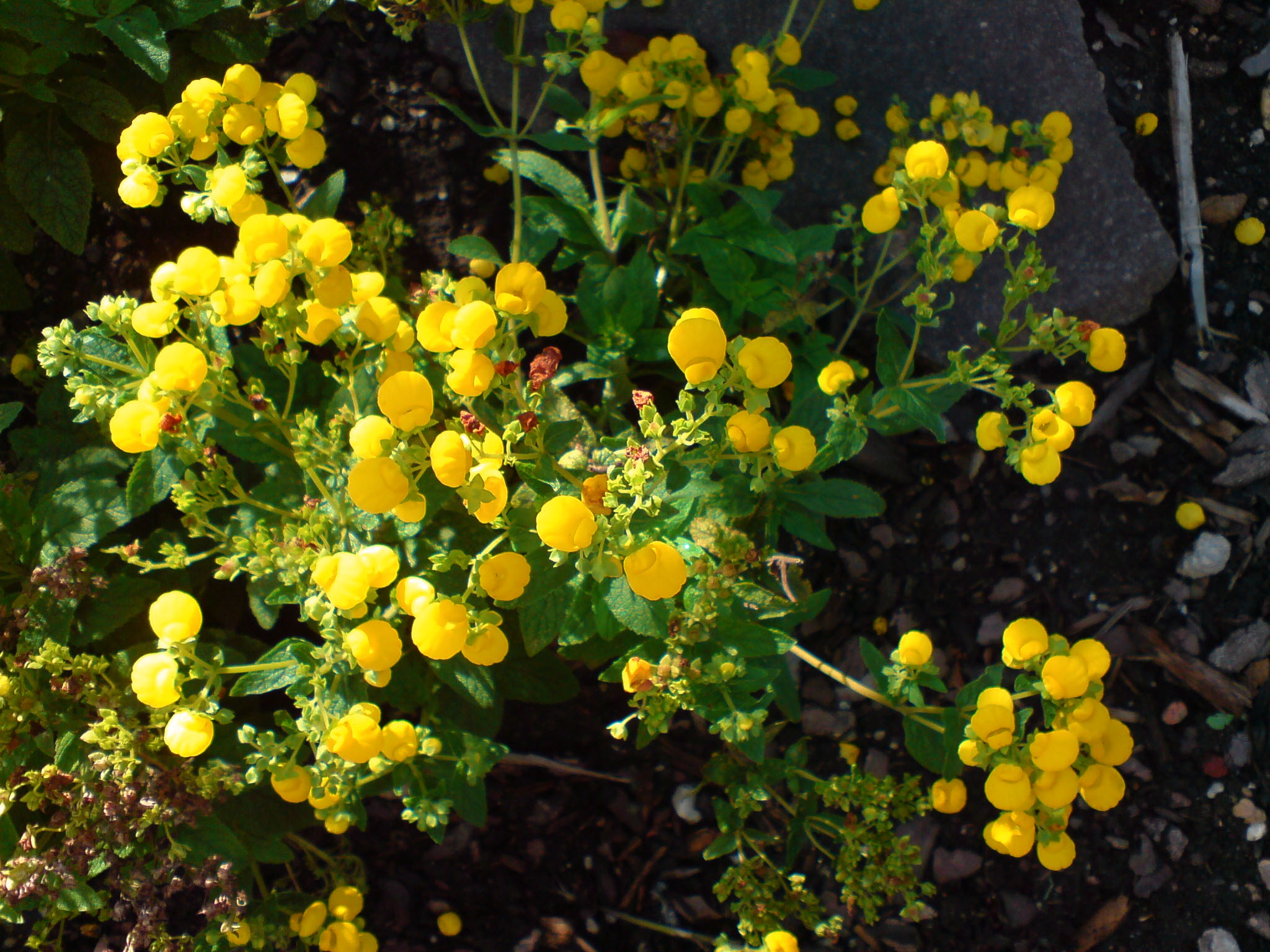
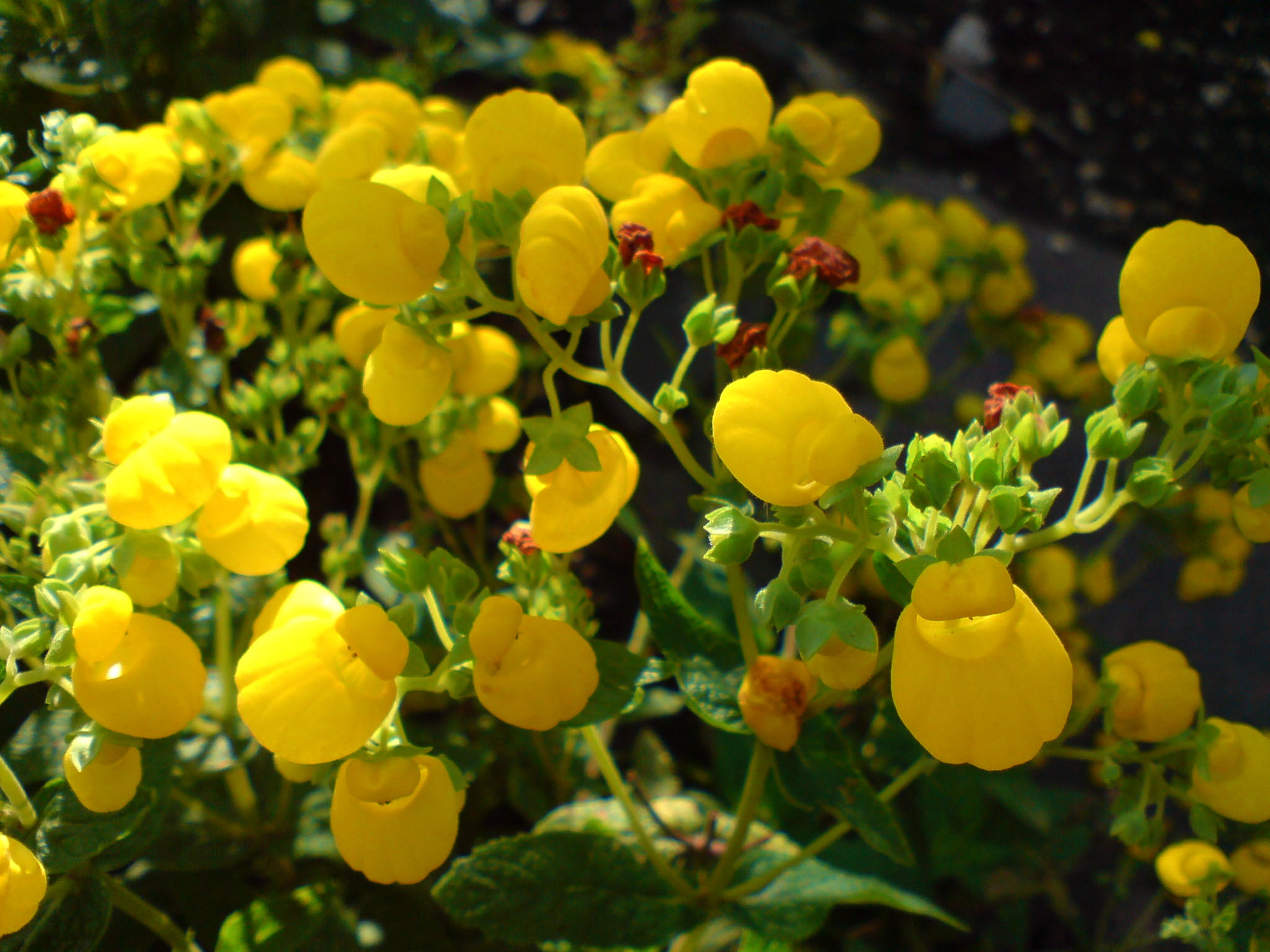